# Wassili Fjodorowitsch Malyschkin

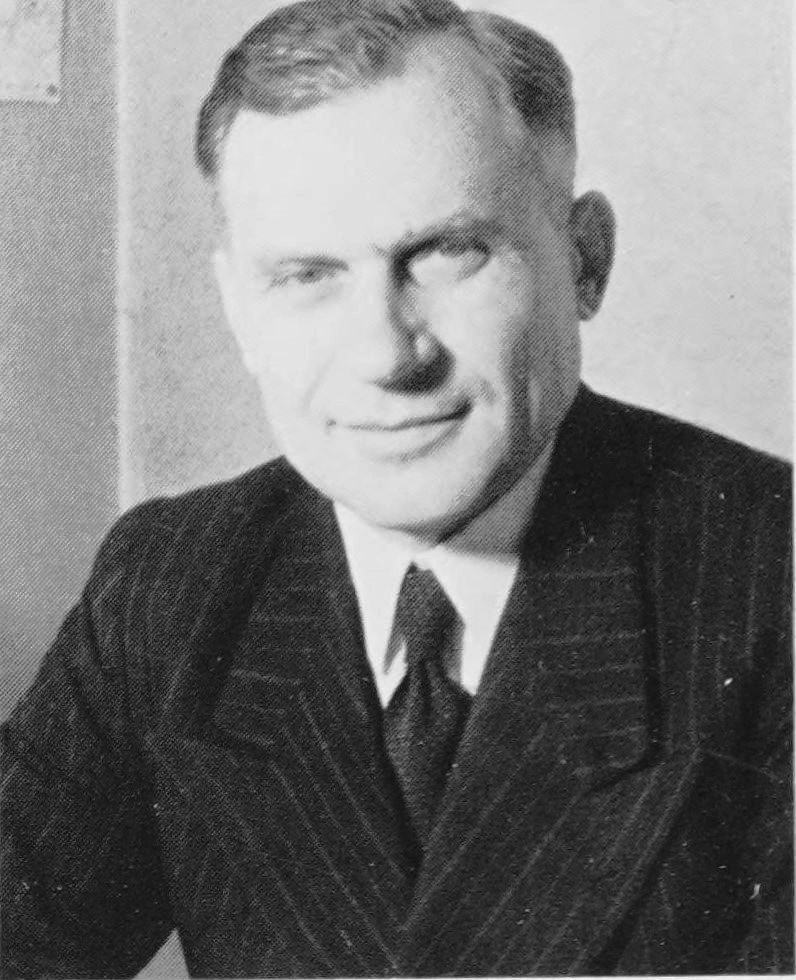
Wassili Malyschkin

Wassili Fjodorowitsch Malyschkin (russisch Василий Фёдорович Малышкин, * 1896; † 1. August 1946 in Moskau) war ein sowjetischer Offizier.

## Biografie
Von 1908 bis 1916 besuchte er ein Gymnasium. 1916 wurde er Soldat in einem Reserve-Infanterieregiment. 1917 studierte er an der Militärschule in Tschuhujiw. Er wurde zum Praporschtschik befördert. Im Russischen Bürgerkrieg wurde er 1918 zweimal verwundet. Im April 1918 trat er der Roten Armee und 1919 der Kommunistischen Allunions-Partei bei.
Bis 1924 war er Kommandeur mehrerer Schützenregimenter. Er studierte an der Militärakademie der Roten Armee und wurde nach seinem Abschluss zum Stabschef der Division in Mahiljou ernannt. Im Oktober 1930 wurde er Stabschef des Fortbildungskurses für Führungspersonal „Wystrel“. Ab November 1931 war er Leiter des Verwaltungsbereichs der Direktion für militärische Bildungseinrichtungen der Roten Armee. Ab Dezember 1933 war er Leiter der Infanterieschule in Kiew. Im Mai 1935 wurde er zum Militärkommissar und Kommandeur der 99. Schützendivision ernannt. Ab Dezember 1936 war er stellvertretender Stabschef des Militärbezirks Transbaikalien und ab August 1937 Stabschef des 57. Spezialkorps in Ulan-Ude.

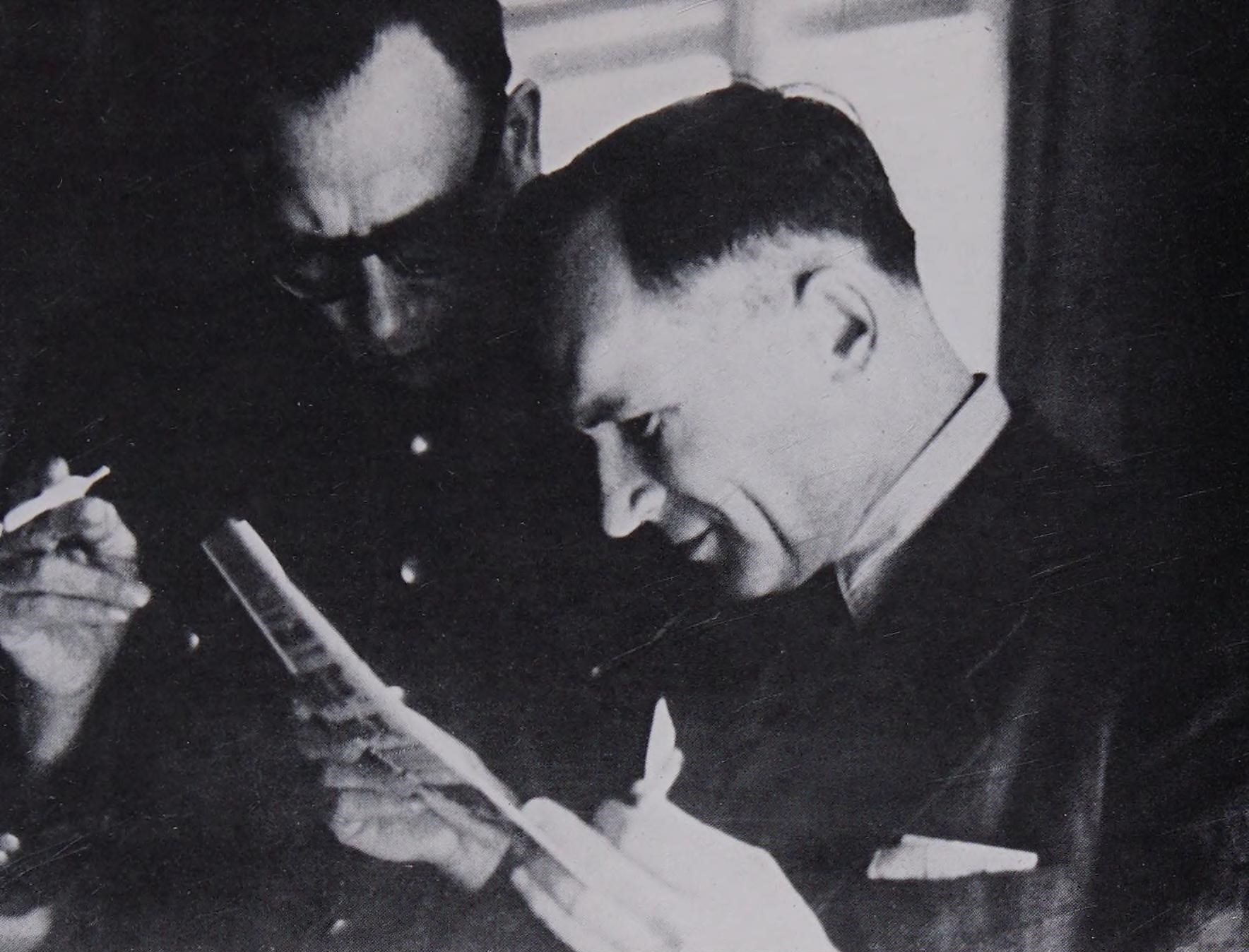
Wlassow und Malyschkin

Am 9. August 1938 wurde er als „Volksfeind“ verhaftet. Während der Ermittlungen bekannte er sich schuldig, widerrief jedoch bei der Gerichtsverhandlung seine Aussage. Im Dezember 1939 wurde er rehabilitiert und zum Dozenten an der Generalstabsakademie ernannt.  Er wurde zum KomBrig befördert und war ab dem 12. Juli 1941 Stabschef der 19. Armee der Westfront. Im Oktober wurde ihm der Rang eines Generalmajors verliehen.
Am 24. Oktober 1941 wurde er in der Nähe von Wjasma eingekesselt und gefangen genommen. Bis April 1942 war er in mehreren Lagern, darunter bei Smolensk und in Fürstenberg. Anschließend studierte er an einer Propagandaschule und arbeitete im Reichsministerium für Volksaufklärung und Propaganda in Berlin, wo er General Andrei Wlassow kennenlernte. Malyschkin leitete die Arbeiten zur Organisation der praktischen Aktivitäten der Abteilungen und Unterabteilungen des Komitees zur Befreiung der Völker Rußlands und war einer der Ideologen der Russischen Befreiungsarmee.
Am 9. Mai 1945 ergab sich Malyschkin den US-Streitkräften. Im März 1946 wurde er den sowjetischen Behörden übergeben. Am 18. April 1946 wurde er in Moskau wegen Hochverrats und anderer Verbrechen vor Gericht gestellt. Er wurde der Anklage für schuldig befunden und zum Tode verurteilt. Malyschkin wurde am 1. August, am selben Tag wie Wlassow, im Butyrka-Gefängnis gehängt.

## Auszeichnungen
- Rotbannerorden[1]
- Ehrenzeichen der Sowjetunion[1]